# Jonathan Rossini
Jonathan Rossini (* 5. April 1989 in Giubiasco) ist ein Schweizer Fussballspieler.

## Karriere

### Vereine
Rossini begann seine Karriere als Jugendspieler bei der AC Bellinzona und wechselte danach zu Sampdoria Genua. 2008 wurde er an die AC Legnano in der Lega Pro Prima Divisione ausgeliehen, 2009 an die AS Cittadella in der Serie B. Im Sommer 2009 übernahm Udinese Calcio die Hälfte seiner Transferrechte, woraufhin er an Sassuolo ausgeliehen wurde.
Im Sommer 2010 kehrte er zu Sampdoria Genua zurück. Mit dem Klub aus Ligurien spielte er in den Play-offs der UEFA Champions League 2010/11. Zum Ende der Saison 2010/11 stieg man in die zweitklassige Serie B ab.
Der Schweizer Verteidiger kehrte im Januar 2011 für ein halbes Jahr auf Leihbasis zurück zu Sassuolo.
Auf die Saison 2013/14 hin wurde er von Sassuolo übernommen. Dort machte er jedoch nur 6 Ligaspiele. Im Januar 2014 verliess er Sassuolo und wechselte infolge eines kuriosen Spielertausches zum FC Parma. Bei diesem Tausch wurde er zusammen mit Teamkollege Ezequiel Schelotto an Parma ausgeliehen. Im Gegenzug wechselten Nicola Sansone und Pedro Mendes fest zu Sassuolo, und Aleandro Rosi wurde für ein halbes Jahr an Sassuolo ausgeliehen. In der darauffolgenden Zeit wurde er auch bei Sassuolo an diverse unterklassige Vereine ausgeliehen.
Im Sommer 2018 wechselte Rossini zu Albissola 2010 in die Serie C. Von Juli 2019 bis Dezember des gleichen Jahres stand er für Savona 1907 FCB in der Serie D unter Vertrag. Seit Dezember 2019 spielt Rossini in der Serie D bei USD Lavagnese 1919.

### Nationalmannschaften
Am 19. November 2008 debütierte Rossini in der U-21-Nationalmannschaft. Während der U-21-Fussball-Europameisterschaft in Dänemark stiess er mit der Mannschaft bis in den Final vor und kam bei allen Spielen über die komplette Spielzeit zum Einsatz.
Nach dem überraschenden Aufgebot durch Ottmar Hitzfeld absolvierte er am 3. März 2010 sein erstes Länderspiel für die Schweizer Fussballnationalmannschaft im Freundschaftsspiel gegen Uruguay.

## Erfolge
Nationalmannschaft
- Finalist an der U-21-Europameisterschaft: 2011